# Halina Górecka
Halina Górecka (getrouwd als Halina Herrmann) (Chorzów, 4 februari 1938) is een atleet uit Polen.
In 1965 vluchtte Górecka naar West-Duitsland, toen ze met haar team deelnam aan een internationale wedstrijd in Dortmund. Hier kende ze haar jeugdvriend Reinhold Herrmann, waarmee ze in 1966 in het huwelijk trad.
Op de Olympische Zomerspelen 1956 liep ze onder de naam Halina Richter op de 100 meter sprint en de 4x100 meter estafette.
Op de Olympische Zomerspelen 1960 liep Górecka onder de naam Halina Richter de 100 en 200 meter, en behaalde met het Poolse estafette-team een bronzen medaille.
Op de Olympische Zomerspelen van Tokio in 1964 liep ze onder de naam Halina Górecka met het Poolse 4x100 meter estafette-team naar een gouden medaille. Ze liep ook nog de 100 meter individueel, en werd zevende in de finale.
Op de Olympische Zomerspelen van Mexico in 1968 kwam Górecka uit voor West-Duitsland onder de naam Halina Herrmann, en liep ze de 100 en 200 meter.
1928: Rosenfeld, Smith, Bell, Cook ·
1932: Carew, Furtsch, Rogers, Von Bremen ·
1936: Bland, Rogers, Robinson, Stephens ·
1948: Stad-de Jong, Witziers-Timmer, van der Kade-Koudijs, Blankers-Koen ·
1952: Faggs, Jones, Moreau, Hardy ·
1956: Strickland, Croker, Mellor, Cuthbert ·
1960: Hudson, Williams, Jones, Rudolph ·
1964: Ciepły, Kirszenstein, Górecka, Kłobukowska ·
1968: Ferrell, Bailes, Netter, Tyus ·
1972: Krause, Mickler-Becker, Richter, Rosendahl ·
1976: Oelsner, Stecher, Bodendorf, Eckert ·
1980: Müller, Wöckel, Auerswald, Göhr ·
1984: Brown, Bolden, Cheeseborough, Ashford ·
1988: Brown, Echols, Griffith-Joyner, Ashford ·
1992: Ashford, Jones, Guidry, Torrence ·
1996: Devers, Miller, Gaines, Torrence ·
2000: Fynes, Sturrup, Davis, Ferguson ·
2004: Lawrence, Simpson, Bailey, Campbell ·
2008: Borlée, Mariën, Ouédraogo, Gevaert ·
2012: Madison, Felix, Knight, Jeter ·
2016: Madison, Felix, Gardner, Bowie ·
2020: Williams, Thompson-Herah, Fraser-Pryce, Jackson ·
2024: Jefferson, Terry, Thomas, Richardson